# Vocalese
Vocalese ist ein Stil des Jazz-Gesangs, bei dem das Spiel von Instrumenten wie dem Saxophon vom Sänger nachgebildet wird. Im Gegensatz zum Scat-Gesang werden dabei nicht Nonsense-Silben verwendet, sondern ein (oft parodierender, manchmal improvisierter) Liedtext. Das zugrundeliegende Stück ist meist ein ursprünglich rein instrumentaler Jazz-Standard. Der Name kommt vom englischen „vocalize“ bzw. dem Begriff „Vocalise“ für einen klassischen Gesangsvortrag (ursprünglich zum Üben) ohne Text und dem Suffix „-ese“ (in der Bedeutung von Sprache wie in Englisch „Japanese“). Pionier des Vocalese war in den 1940er Jahren Eddie Jefferson, dessen Texte King Pleasure 1952 zu Hits machte (In the Mood for Love). Sehr bekannt wurde die Technik durch das Gesangstrio Lambert, Hendricks & Ross in den 1950er Jahren, und der Name Vocalese wurde damals von Leonard Feather zur Beschreibung ihrer Musik geprägt (Album Sing a song of Basie, 1957). In neuerer Zeit ist das Vocalese insbesondere durch die Gesangsgruppe Manhattan Transfer gepflegt worden (Birdland), häufig auch in Zusammenarbeit mit Jon Hendricks. Bekannte Vertreter waren auch Slim Gaillard, Cab Calloway, Leo Watson, Kurt Elling, Mark Murphy oder Babs Gonzales. Mit französischen Texten arbeitet Camille Bertault.